# Zwierzyń (Basses-Carpates)
Pour les articles homonymes, voir Zwierzyń.
Zwierzyń est une localité polonaise de la gmina d'Olszanica, située dans le powiat de Lesko en voïvodie des Basses-Carpates.